# Gym Class Heroes
Gym Class Heroes là một ban nhạc rap rock Mỹ từ Geneva, New York, Hoa Kỳ. Nhóm được thành lập vào năm 1997 khi Travie McCoy gặp tay trống Matt McGinley trong lớp gym trường trung học của họ. Âm nhạc của ban nhạc thể hiện một loạt các ảnh hưởng, bao gồm cả hip hop, nhạc rock, funk và reggae. Sau khi thêm tay guitar Disashi Lumumba-Kasongo và tay bass Eric Roberts vào năm 2003, nhóm đã ký hợp đồng với Fueled by Ramen và Decaydance Records (hãng thu âm độc lập của tay bass Pete Wentz của Fall Out Boy), họ phát hành album đầu tay, The Papercut Chronicles. Nhóm đã đạt được một lượng fan hâm mộ mạnh mẽ trong khi quảng bá cho album, xuất hiện tại các lễ hội như The Bamboozle và Warped Tour. Vào năm 2006, nhóm phát hành album As Cruel as School Children. Kể từ khi phát hành nó, đĩa đơn của ban nhạc "Chokehold Cupid " chiếm vị trí thứ 4 trên bảng xếp hạng Billboard Hot 100, và "Clothes Off!" đứng thứ 5 tại Vương quốc Anh. Vào 09 tháng 9 năm 2008, Gym Class Heroes đã phát hành album thứ ba của họ, The Quilt, trong đó có hợp tác nhiều với các nghệ sĩ khác. Ban nhạc đã tạm thời gián đoạn vào năm 2009, một thời gian các thành viên theo đuổi các dự án phụ khác nhau. McCoy phát hành solo album Lazarus vào tháng 6 năm 2010. Nhóm phát hành The Papercut Chronicles II vào ngày 15 tháng 11 năm 2011. Papercut Chronicles II đã trở thành một trong những album thành công nhất của họ cho đến nay.

## Thành viên ban nhạc
| Thành viên hiện tại - Travie McCoy – lead vocals (1997–nay) - Disashi Lumumba–Kasongo – guitar, backing vocals (2004–nay) - Eric Roberts – bass, backing vocals (2005–nay) - Matt McGinley – drums, percussion (1997–nay) | Cựu thành viên - Ryan Geise – bass (1997–2005) - Milo Bonacci – guitar, vocals (1997–2004) - Steve Decker – MPC (1997–2003) - Jason Amsel – guitar (2000–2001) - Sammy Shuffler – lyricist, vocals (2005–2007) |

## Đĩa nhạc
- 2001: ...For the Kids
- 2005: The Papercut Chronicles
- 2006: As Cruel as School Children
- 2008: The Quilt
- 2011: The Papercut Chronicles II[1]